# Síndrome hepatorrenal
El síndrome hepatorrenal o HRS (por sus siglas en inglés, "hepatorenal syndrome") es una condición de riesgo vital en donde se produce una insuficiencia renal aguda en pacientes con cirrosis u otra patología hepática grave. Se debe a las alteraciones que ocurren a nivel de la circulación sanguínea, principalmente la vasodilatación que ocurre a nivel del territorio esplácnico, lo cual lleva a una insuficiencia prerrenal aguda. El pronóstico es desalentador y la muerte generalmente ocurre como resultado de infecciones secundarias o hemorragias.
Se divide en síndrome hepatorrenal Tipo I y II, con el Tipo I se produce una mortalidad superior al 90 %, aunque se normalice la hemodinamia generalizada.

## Epidemiología
Como la mayoría de los individuos con síndrome hepatorrenal tienen cirrosis, muchos de los estudios epidemiológicos se basan en la población cirrótica. La condición es algo común: aproximadamente el 10 % de los individuos ingresados en hospitales con ascitis tienen SHR. Un estudio retrospectivo de series de casos de pacientes cirróticos tratados con terlipresina sugirió que un 20 % de los pacientes con fallo renal en cirróticos fue debida a SHR tipo 1, y un 6,6 % debido a SHR 2: Se estima que el 18 % de los individuos con cirrosis y ascitis desarrollará SHR dentro del año posterior al diagnóstico de cirrosis, y un 39 % desarrollará SHR en los próximos 5 años. Tres factores independientes de riesgo para desarrollar SHR en cirróticos se han identificado: hepatomegalia, actividad de renina plasmática y natremia.
El pronóstico en los pacientes no tratados resulta sombrío teniendo una esperanza de vida extremadamente baja. La severidad de la enfermedad hepática (medida con el puntaje MELD) ha mostrado tener correlación con el pronóstico. Algunos pacientes sin cirrosis, desarrollan SHR, con una incidencia de un 20 % vista en estudios de pacientes con hepatitis alcohólica.

## Causas
Hipotensión y nefrotoxicidad.

## Fisiopatología
La hipotensión causada por el exceso de extracción de líquido en la paracentesis, el abuso de diuréticos o la disminución en los líquidos basales; pueden llevar a una IRA pre-renal.

## Síntomas
A los síntomas de la insuficiencia hepática, se agregan aquellos de la insuficiencia renal:
- Ictericia
- Náuseas
- Emesis
- Disminución de la diuresis
- Distensión abdominal
- Confusión
- Delirio
- Demencia
- Orina turbia
- Aumento de peso corporal
- Movimientos musculares toscos y/o espasmódicos

## Diagnóstico
Estos incluyen los siguientes:
- Azotemia prerrenal por depleción de volumen.
- Drogas-inducidos nefrotoxicidad: medicamentos comúnmente implicados incluyen fármacos no esteroideos, aminoglucósidos, diuréticos y agentes de contraste que contienen yodo; otros medicamentos que pueden contribuir a la disfunción renal en estos pacientes son enzima convertidora de angiotensina (IECA), demeclociclina, y dipiridamol.
- Azotemia posrenal de obstrucción del flujo.
- Enfermedad vascular renal.

## Tratamiento

### Medidas farmacológicas
Se puede usar terlipresina (análogo de la vasopresina que produce vasoconstricción y revierte la hipotensión que es la principal causa de este síndrome) más albúmina, o norepinefrina (los mismos efectos que la terlipresina) más albúmina, u octreotida (otro análogo de vasopresina más selecto por el lecho esplácnico) con midodrina y albúmina. Todo esto para normalizar la baja del clearence y restaurar los niveles de creatinina.